# Twin Twin

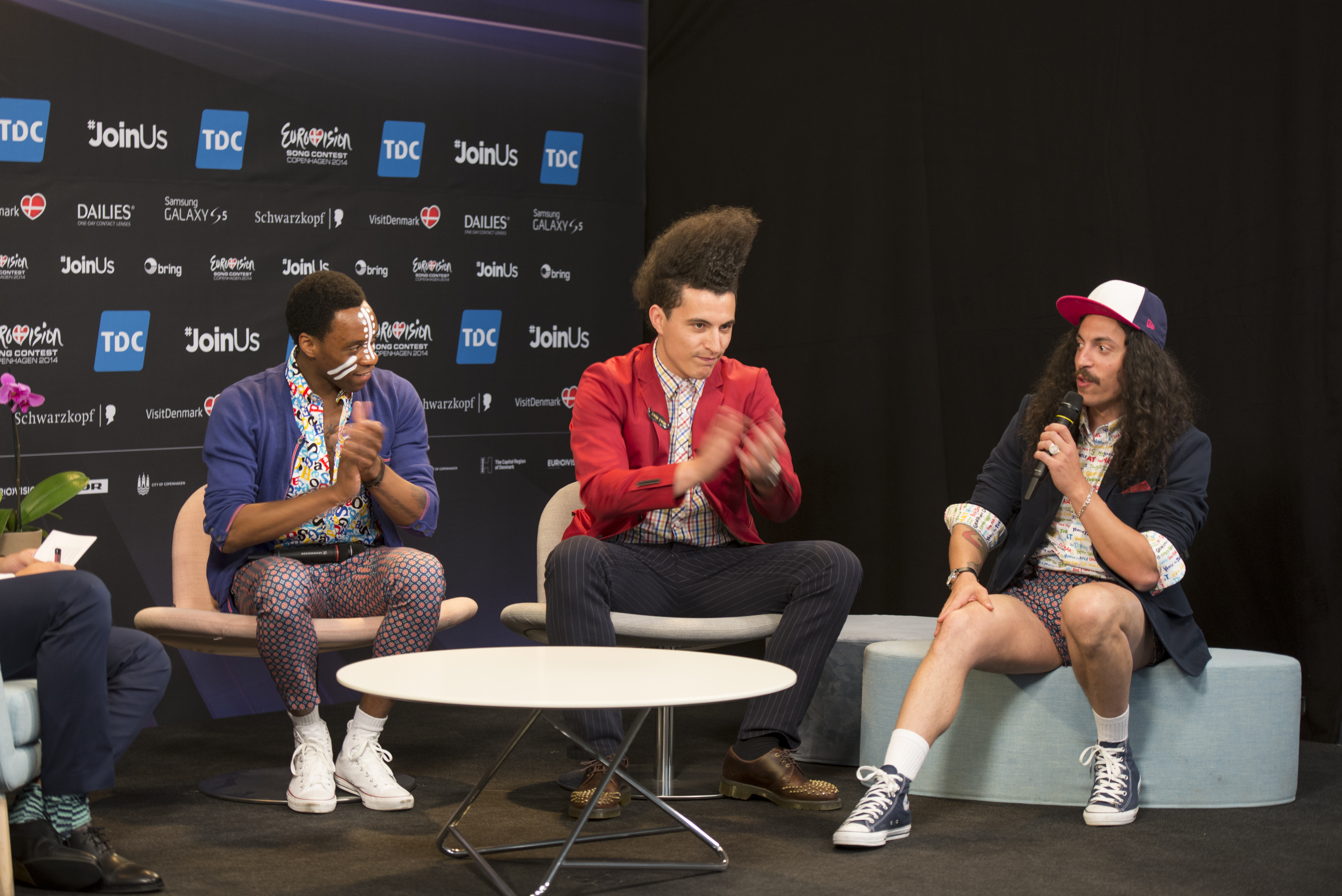
I Twin Twin nel 2014

I Twin Twin sono un gruppo musicale fondato in Francia nel 2009 e composto da Lorent Idir, François Djemel e Patrick Biyik. Nel 2014 hanno partecipato all'Eurovision Song Contest a Copenaghen, rappresentando la Francia. Si sono piazzati in ultima posizione con soli 2 punti. 

## Discografia
- 2011 – By My Side EP
- 2013 – Vive la Vie
- 2019 – Paradiso

## Singoli
- 2011  –  "By My Side"
- 2012  –  "Comme Toi" (featuring Lexicon)
- 2012  –  "Moi Même"
- 2014  –   Moustache
- 2019  –  "Maintenant je sais"